# 圣旺德塞什鲁夫尔
圣旺德塞什鲁夫尔（法語：Saint-Ouen-de-Sécherouvre，法語發音：[sɛ̃.t‿wɛ̃ də sɛʃʁuvʁ] ⓘ）是法国奥恩省的一个市镇，属于莫尔塔涅欧佩什区。

## 地理
圣旺德塞什鲁夫尔（48°36'2"N, 0°29'22"E）面积10.15 平方千米，位于法国诺曼底大区奧恩省，该省份为法国西北部内陆省份，北起顺时针与卡爾瓦多斯省、厄尔省、厄尔-卢瓦省、萨尔特省、马耶讷省和芒什省接壤。
与圣旺德塞什鲁夫尔接壤的市镇（或旧市镇、城区）包括：圣马丹德佩兹里、圣日耳曼德马蒂尼、奥埃讷河畔巴佐什、圣欧班德库特赖、圣塞罗娜-莱莫尔塔涅、索利尼拉特拉普。

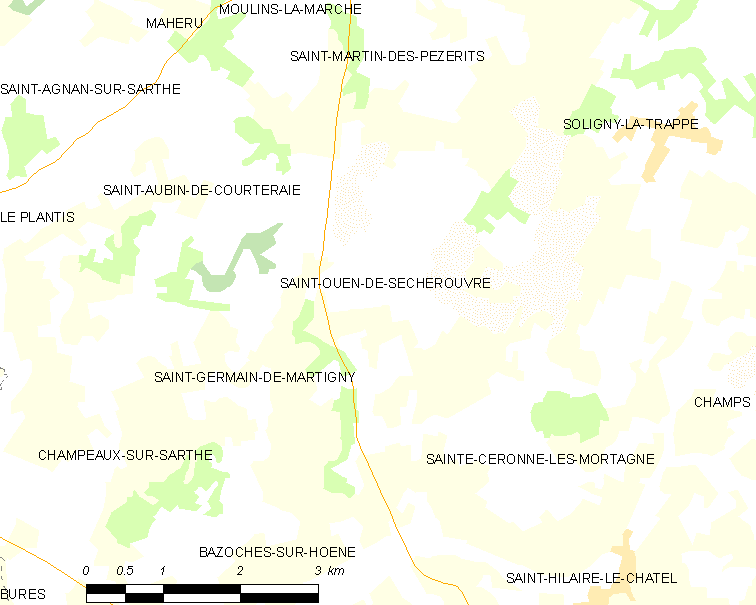
圣旺德塞什鲁夫尔的OSM定位图

圣旺德塞什鲁夫尔的时区为UTC+01:00、UTC+02:00（夏令时）。

## 行政
圣旺德塞什鲁夫尔的邮政编码为61560，INSEE市镇编码为61438。

## 政治
圣旺德塞什鲁夫尔所属的省级选区为莫尔塔涅欧佩什县。

## 人口

1962-2008年间圣旺德塞什鲁夫尔人口变化图示

圣旺德塞什鲁夫尔于2022年1月1日时的人口数量为159人。